# Lindigia debilis
Lindigia debilis är en bladmossart som beskrevs av Georg Friedrich von Jaeger 1878. Lindigia debilis ingår i släktet Lindigia och familjen Meteoriaceae. Inga underarter finns listade i Catalogue of Life.